# کندادو د تربینیو
کندادو د تربینیو (به اسپانیایی: Condado de Treviño) یک شهرستان در اسپانیا است که در استان بورگس واقع شده‌است.

## خصوصیات
کندادو د تربینیو ۲۶۰٫۷۱ کیلومترمربع مساحت و ۱٬۴۳۲ نفر جمعیت دارد و ۵۵۲ متر بالاتر از سطح دریا واقع شده‌است.